# John Smythe Hall
Pour les articles homonymes, voir Hall et John Hall (homonymie).
John Smythe Hall, né le 7 août 1853 à Montréal et mort le 8 janvier 1909 à Calgary, est un avocat et homme politique canadien.